# Skarholmen (Øygarden)
Ne doit pas être confondu avec Skarholmen.
Skarholmen est une île dans le landskap Sunnhordland du comté de Vestland. Elle appartient administrativement à Øygarden.

## Géographie
Rocheuse et désertique, elle s'étend sur environ 229 m de longueur pour une largeur approximative de 158 m.